# Waššukanni
Waššukanni, Waššugani o Washukanni fue una ciudad mesopotámica, antigua capital del reino hurrita de Mitani. Sus ruinas aún no han sido encontradas.
Se conoce muy poco acerca de su historia. Los hititas no dejaron archivos escritos conocidos. La ciudad fue saqueada por el rey hitita Suppiluliuma I (c.1344–1322 a. C.) al comienzo de su reinado, de cuya época se conserva una inscripción que asegura que los hititas instalaron en el trono hurrita a un rey vasallo, Shattiwaza. En torno al año 1290 a. C. fue saqueada de nuevo por el rey asirio Adad-nirari I.